# CFOP-Methode
Die CFOP-Methode (Cross - F2L - OLL - PLL), auch bekannt als Fridrich-Methode, ist eine der am häufigsten verwendeten Methoden zur Schnelllösung eines 3×3×3 Rubik’s Cube. Diese Methode wurde erstmals in den frühen 1980er Jahren entwickelt, als eine Reihe von Speedcubern Innovationen kombinierten. Die tschechische Speedcuberin und Namensgeberin der Methode, Jessica Fridrich, gilt als diejenige, die sie 1997 online veröffentlichte und damit populär machte.
Die Methode arbeitet mit einem schichtweisen System, wobei zunächst ein Kreuz gelöst wird, das typischerweise unten liegt, dann die ersten beiden Schichten (F2L), die Ausrichtung der letzten Schicht (OLL) und schließlich die Permutation der letzten Schicht (PLL). Für OLL und PLL müssen insgesamt 78 Algorithmen erlernt werden, aber es gibt auch andere Algorithmen wie ZBLL und COLL, die als Erweiterung von CFOP erlernt werden können, um die Lösungseffizienz zu verbessern.

## Geschichte
Grundlegende schichtweise Methoden gehörten zu den ersten, die in den frühen 1980er Jahren aufkamen, wie z. B. James Nourse's The Simple Solution to Rubik's Cube, der die Verwendung eines Kreuzes vorschlug und sich dann nach unten vorarbeitete. David Singmaster veröffentlichte 1980 eine schnellere schichtbasierte Lösung.
Die wichtigste Neuerung von CFOP gegenüber den einfacheren LBL-Methoden ist die Verwendung von F2L, bei der die ersten beiden Ebenen gleichzeitig gelöst werden, indem die oberen Ecken und die vertikalen Kanten zusammen gelöst werden, nachdem das Kreuz festgelegt wurde. Laut Singmasters Bericht über die Rubik's Cube Weltmeisterschaft 1982 wurde dieser Schritt nicht von Jessica Fridrich erfunden, die damals eine Basisschichtmethode verwendete.
Ein weiterer Unterschied zwischen der CFOP-Methode und der einfachen Lösung von Nourse besteht darin, dass zuerst die letzte Ebene ausgerichtet wird und dann die Figuren positioniert werden. Bei der einfachen Lösung werden die Teile zuerst positioniert und dann ausgerichtet.
Bei den Schritten OLL (orient last layer) und PLL (position last layer) werden die Teile der letzten Schicht zunächst ausgerichtet und dann in ihre richtige Position gebracht. Diese Innovation wurde von Hans Dockhorn und Anneke Treep vorgeschlagen.
Fridrich wechselte später im Jahr 1982 zu F2L. Ihr Hauptbeitrag zu dieser Methode war die Entwicklung der OLL- und PLL-Algorithmen, die es ermöglichten, jede beliebige Position der letzten Schicht mit zwei Algorithmen zu lösen, und die wesentlich schneller waren als die vorherigen Systeme der letzten Schicht.
CFOP ist, mit kleinen Änderungen, die bei weitem beliebteste Methode, die von Spitzencubern verwendet wird. Zu den Nutzern gehören Mats Valk, Feliks Zemdegs, Tymon Kolasiński, Yiheng Wang und Max Park.

## Methode

Kreuz gelöst (Weiß auf der Unterseite)

### Kreuz
In diesem ersten Schritt werden die vier Kantenstücke um ein Zentrum herum gelöst, wobei die Farben dieses Zentrums und jedes der angrenzenden Zentren übereinstimmen und die gleichnamige Kreuzform auf der ersten Ebene bilden. Die meisten Anfängermethoden beginnen auf identische Weise, so dass dieser Schritt vertraut sein wird. Während die Anfängermethode jedoch in der Regel empfiehlt, beim Lösen des Kreuzes auf das Kreuz zu schauen, empfehlen die meisten CFOP-Tutorials, das Kreuz auf der Unterseite zu lösen, um Würfeldrehungen zu vermeiden und insgesamt einen besseren Überblick über die wichtigen Teile zu erhalten, die für den nächsten Schritt benötigt werden (bekannt als „Lookahead“). Dieser Schritt wird in der Regel intuitiv durchgeführt, wobei die Schnelllöser bei Wettbewerben bis zu 15 Sekunden Zeit haben, um das Rätsel zu inspizieren, wobei die meiste Zeit damit verbracht wird, die effizientesten Züge zur Erstellung des Kreuzes zu planen. Das weiße Kreuz wird am häufigsten zu Demonstrationszwecken und von Anfängern und fortgeschrittenen Speedsolvern verwendet, obwohl fortgeschrittene Speedcuber jede der sechs Farben verwenden können, um das Kreuz zu bilden (wobei sie diejenige wählen, die die wenigsten/einfachsten Züge erfordert), eine als „Farbneutralität“ bekannte Praxis. Das Kreuz kann immer in 8 Zügen oder weniger gelöst werden.

Erste zwei Schichten (F2L) gelöst

### Erste zwei Schichten (F2L)
Während sich die Nourse-Methode darauf konzentriert, die vier weißen Ecken zu lösen und dann die vertikalen Kanten an die Ecken anzupassen, löst die CFOP-Methode jede Ecke zusammen mit ihrer vertikalen Kante zur gleichen Zeit. Es gibt 41 eindeutige Fälle für die Permutationen einer Ecke und der dazugehörigen Kante auf dem Würfel, und der effizienteste Algorithmus zur Lösung jedes Falles, ohne ein bereits gelöstes Paar zu „brechen“, ist bekannt und kann gespeichert werden. Alle diese Algorithmen beruhen auf einer einfachen Sequenz, bei der die Spielsteine auf die oberste Ebene gebracht, mit den angezeigten Farbflächen ausgerichtet und dann in den „Schlitz“ des Paares zwischen den übereinstimmenden Zentren eingefügt werden. Diese Abfolge lässt sich intuitiv nachvollziehen, und es gibt Spezialfälle, die die allgemeine Lösung für ein Paar verbessern können, wenn andere Bedingungen erfüllt sind (z. B. wenn ein anderer Slot ungelöst oder „offen“ ist).

Orientation of the Last Layer (OLL) complete

### Letzte Schicht orientieren (OLL)
In dieser Phase wird die oberste Ebene (gelb, wenn das Kreuz auf weißem Grund gelöst wird) so manipuliert, dass alle Steine oben die richtige Farbe haben, während die Seiten dieser Steine weitgehend ignoriert werden. Diese Phase umfasst insgesamt 57 Algorithmen, von denen jeder eine einzige Permutation der obersten Ebene in einer einzigen Sequenz löst. Bei einer einfacheren Version, dem so genannten „Two-Look-OLL“, werden zuerst die Kanten ausgerichtet, um ein Kreuz zu erzeugen, und dann ein zweiter Algorithmus verwendet, um die Ecken auszurichten. Viele Anfängermethoden verwenden OLL-Algorithmen aus CFOP, so dass diese Phase Anfängern oft vertraut ist. Für das echte Two-Look-Verfahren sind nur zehn Algorithmen erforderlich, die in der Regel nach der Form oder dem „Fall“ benannt sind, die bzw. der von den obersten farbigen Facelets gezeigt wird und von dem Algorithmus gelöst wird. Drei Algorithmen – Dot, L und Line – werden für die Kantenorientierung verwendet und sieben – Sune, Antisune, Pi, H, Bowtie, Headlights und T – für die Eckenorientierung. Die Kantenausrichtung im Two-Look-Verfahren wird üblicherweise in Form von zwei Algorithmen gelehrt, von denen einer eine einfache Abwandlung des anderen ist; der Fall Dot wird gelöst, indem beide Algorithmen nacheinander ausgeführt werden. Darüber hinaus können die erforderlichen Algorithmen für die Eckenausrichtung auf nur zwei reduziert werden, nämlich Sune und Antisune, da alle anderen Permutationen entweder durch die Ausführung von zwei Sunes oder einer Sune gefolgt von einer Antisune gelöst werden können. Zusätzliche Algorithmen, die effizienter sind als die Sune-Antisune-Sequenzen, können vom Löser selbst erlernt werden.

### Letzte Schicht permutieren (PLL)
In der letzten Phase werden die Teile der obersten Schicht unter Beibehaltung ihrer Ausrichtung verschoben. Für diese Phase gibt es insgesamt 21 Algorithmen. Sie unterscheiden sich durch Buchstabennamen, die oft auf dem Aussehen der Pfeile beruhen, die anzeigen, welche Teile vertauscht werden (z. B. A-perm, F-perm, T-perm usw.). Beim „Two-look“-PLL werden zuerst die Ecken und dann die Kanten gelöst, und es müssen nur sechs Algorithmen der gesamten PLL-Menge gelernt werden. Die gebräuchlichste Teilmenge verwendet A-perm und E-perm zur Lösung der Ecken (da diese Algorithmen nur die Ecken permutieren), dann U-perm (in Varianten im und gegen den Uhrzeigersinn), H-perm und Z-perm für die Kanten. Da die Ecken im Two-Look-Verfahren jedoch zuerst gelöst werden, ist die relative Position der Kanten unwichtig, so dass Algorithmen, die sowohl Ecken als auch Kanten permutieren, zur Lösung von Ecken verwendet werden können. Die J-, T-, F- und R-Perms sind alle gültige Substitute für das A-Perm, während die N-, V- und Y-Perms die gleiche Aufgabe wie das E-Perm erfüllen können. Noch weniger Algorithmen können zur Lösung von PLL verwendet werden - nur zwei, wie z. B. die A-Perm und die U-Perm - auf Kosten der Wiederholung dieser Algorithmen zur Lösung anderer Fälle, mit zusätzlichen „Blicken“, um den nächsten Schritt zu identifizieren.

### Übersprungene Phasen
Je nach Ausgangszustand des Würfels und den genauen Zügen, die in den vorangegangenen Phasen gemacht wurden, ist es möglich, eine Phase so abzuschließen, dass die nächste Phase ebenfalls bereits abgeschlossen ist. Dies wird als „Skip“ bezeichnet, wobei im Allgemeinen die Stufe genannt wird, die für die Lösung nicht erforderlich ist. Ein „PLL-Sprung“ ist der häufigste und tritt (wenn er nicht erzwungen wird) etwa einmal in 72 Lösungsvorgängen auf, gefolgt von einem OLL-Sprung mit einer Wahrscheinlichkeit von 1:216. Eine Kombination aus beiden, ein vollständiger „Last Layer Skip“, tritt etwa einmal in 15.552 Lösungen auf. Die Kreuz- und F2L-Phasen eines wettkampftauglichen Scrambles können mit ziemlicher Sicherheit nicht übersprungen werden, obwohl ein Scramble den Löser mit „freien“ Kreuzteilen oder F2L-Paaren konfrontieren kann, die bereits gelöst oder zusammengefügt sind. Da die Lösungszeit eng mit der Anzahl der benötigten Züge zusammenhängt, stellt jede Möglichkeit, weniger Züge zu machen, einen erheblichen Vorteil für den Löser dar. Viele Schnelllöser haben die Fähigkeit, die wahrscheinliche Permutation, die sie in der nächsten Phase sehen werden, auf der Grundlage des Fortschritts der aktuellen Phase zu erkennen, und sie können ihre Lösung variieren, um Permutationen zu vermeiden, die mehr Züge oder einen Algorithmus erfordern, der langsamer ist. Die gleiche Fähigkeit kann dem Löser in bestimmten bekannten Szenarien erlauben, einen Etappensprung mit einer bestimmten Zugfolge zu „erzwingen“, um den Rest der aktuellen Etappe zu lösen; beispielsweise kann der Löser durch Erkennen einer bestimmten OLL-Permutation und Ausführen eines bestimmten OLL-Algorithmus gleichzeitig PLL lösen und so effektiv einen PLL-Sprung erzielen.
Es gibt auch viele fortgeschrittene Erweiterungsalgorithmen, die neben CFOP verwendet werden können, wie COLL, Wintervariation, VLS, ZBLL und andere. Es ist jedoch nicht notwendig, diese zu erlernen, um den Würfel zu lösen oder die CFOP-Methode zu verwenden.

## Verwendung im Wettbewerb
CFOP wird von vielen Speedcubern, darunter Max Park, Feliks Zemdegs und Tymon Kolasiński, intensiv genutzt, da es sich im Gegensatz zu intuitiveren Methoden wie der Roux-, Petrus- und ZZ-Methode stark auf Algorithmen, Mustererkennung und Muskelgedächtnis stützt. Die große Mehrheit der Top-Speedcuber auf der WCA-Rangliste sind CFOP-Löser, darunter der aktuelle 3x3x3-Einzelweltrekordhalter Max Park mit einer Zeit von 3,13 Sekunden.